# Shorttrack-Weltmeisterschaften 2022
Die Shorttrack-Weltmeisterschaften 2022 fanden vom 8. bis zum 10. April 2022 in Montreal statt.

## Sieger

### Medaillenspiegel
| Rang   | Land        | Gold | Silber | Bronze | Gesamt |
| ------ | ----------- | ---- | ------ | ------ | ------ |
| 1      | Südkorea    | 6    | 2      | 4      | 12     |
| 2      | Ungarn      | 4    | 0      | 0      | 4      |
| 3      | Kanada      | 1    | 8      | 1      | 10     |
| 4      | Niederlande | 1    | 1      | 5      | 7      |
| 5      | Frankreich  | 0    | 1      | 0      | 1      |
| 6      | Belgien     | 0    | 0      | 2      | 2      |
| Gesamt | Gesamt      | 12   | 12     | 12     | 36     |

### Männer
| Disziplin      | Gold                                                          | Gold         | Silber                                                         | Silber       | Bronze                                                                             | Bronze       |
| -------------- | ------------------------------------------------------------- | ------------ | -------------------------------------------------------------- | ------------ | ---------------------------------------------------------------------------------- | ------------ |
| Mehrkampf      | Shaoang Liu Ungarn                                            | 104 Punkte   | Pascal Dion Kanada                                             | 63 Punkte    | Lee June-seo Südkorea                                                              | 55 Punkte    |
| 500 m          | Shaoang Liu Ungarn                                            | 40,573       | Quentin Fercoq Frankreich                                      | 40,674       | Stijn Desmet Belgien                                                               | 40,710       |
| 1000 m         | Shaoang Liu Ungarn                                            | 1:25,462 min | Lee June-seo Südkorea                                          | 1:25,529 min | Kwak Yoon-gy Südkorea                                                              | 1:25,662 min |
| 1500 m         | Shaoang Liu Ungarn                                            | 2:15,096 min | Pascal Dion Kanada                                             | 2:15,644 min | Stijn Desmet Belgien                                                               | 2:15,716 min |
| 3000 m         | Pascal Dion Kanada                                            | 4:42,214 min | Lee June-seo Südkorea                                          | 4:42,306 min | Sjinkie Knegt Niederlande                                                          | 4:42,721 min |
| 5000-m-Staffel | Südkorea Park In-wook Kwak Yoon-gy Han Seung-soo Lee June-seo | 6:56,709 min | Niederlande Sven Roes Sjinkie Knegt Friso Emons Itzhak de Laat | 6:56,786 min | Kanada Jordan Pierre-Gilles Charles Hamelin Steven Dubois Pascal Dion Maxime Laoun | 6:56,807 min |

### Frauen
| Disziplin      | Gold                                                                    | Gold         | Silber                                                                              | Silber       | Bronze                                                                      | Bronze       |
| -------------- | ----------------------------------------------------------------------- | ------------ | ----------------------------------------------------------------------------------- | ------------ | --------------------------------------------------------------------------- | ------------ |
| Mehrkampf      | Choi Min-jeong Südkorea                                                 | 107 Punkte   | Kim Boutin Kanada                                                                   | 84 Punkte    | Xandra Velzeboer Niederlande                                                | 53 Punkte    |
| 500 m          | Xandra Velzeboer Niederlande                                            | 42,476       | Kim Boutin Kanada                                                                   | 42,570       | Yara van Kerkhof Niederlande                                                | 42,642       |
| 1000 m         | Choi Min-jeong Südkorea                                                 | 1:27,956 min | Kim Boutin Kanada                                                                   | 1:28,076 min | Xandra Velzeboer Niederlande                                                | 1:29,144 min |
| 1500 m         | Choi Min-jeong Südkorea                                                 | 2:23,594 min | Kim Boutin Kanada                                                                   | 2:24,001 min | Seo Whi-min Südkorea                                                        | 2:24,455 min |
| 3000 m         | Choi Min-jeong Südkorea                                                 | 5:05,641 min | Kim Boutin Kanada                                                                   | 5:05,734 min | Seo Whi-min Südkorea                                                        | 5:06,840 min |
| 3000-m-Staffel | Südkorea Shim Suk-hee Choi Min-jeong Kim A-lang Park Ji-yun Seo Whi-min | 4:09,683 min | Kanada Courtney Lee Sarault Kim Boutin Alyson Charles Danaé Blais Florence Brunelle | 4:09,717 min | Niederlande Rianne de Vries Selma Poutsma Xandra Velzeboer Yara van Kerkhof | 4:09,779 min |